# Округ Каш (Јута)
Каш (енгл. Cache County) је округ у америчкој савезној држави Јута. По попису из 2010. године број становника је 112.656.

## Демографија
Према попису становништва из 2010. у округу је живело 112.656 становника, што је 21.265 (23,3%) становника више него 2000. године.
| Група             | 2000.          | 2010.          |
| Белци             | 81.989 (89,7%) | 96.283 (85,5%) |
| Афроамериканци    | 348 (0,4%)     | 697 (0,6%)     |
| Азијати           | 1.814 (2,0%)   | 2.122 (1,9%)   |
| Хиспаноамериканци | 5.786 (6,3%)   | 11.216 (10,0%) |
| Укупно            | 91.391         | 112.656        |